# Modell Deutschland

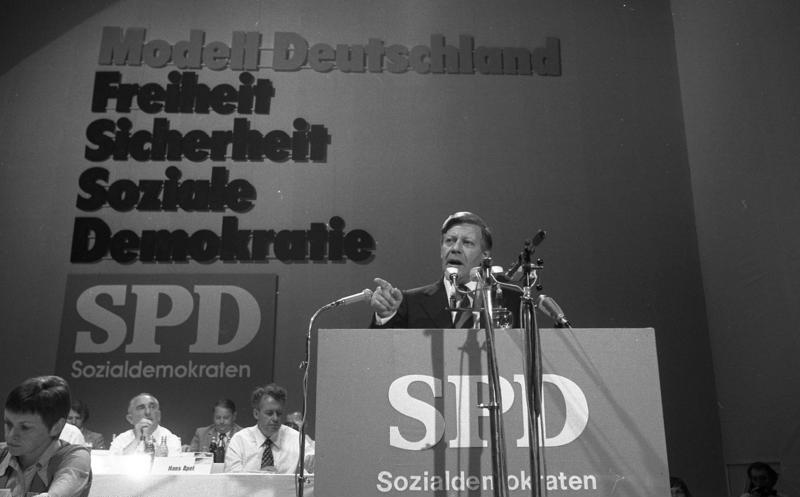
Bundeskanzler Schmidt spricht auf dem Parteitag der SPD in Dortmund (Juni 1976)

Unter dem Begriff Modell Deutschland versteht man das Wahlprogramm der SPD für die Bundestagswahl 1976. Es wurde am 17. Juni 1976 auf dem Bundesparteitag der SPD in Dortmund verabschiedet. Der offizielle Name des Wahlprogramms lautete Weiterarbeiten am Modell Deutschland. Regierungsprogramm für 1976–1980.

## Hintergrund
Nach der Bundestagswahl 1969 bildeten SPD und FDP eine Koalition und lösten die seit 1949 regierende CDU/CSU ab. Willy Brandt wurde zum Bundeskanzler gewählt und blieb dies bis zu seinem Rücktritt am 6. Mai 1974. Zehn Tage später wählte der Deutsche Bundestag Helmut Schmidt zum Bundeskanzler; die sozialliberale Koalition wurde fortgesetzt.
Die CDU/CSU ging 1976 mit dem Ziel in den Bundestagswahlkampf, die Koalition aus SPD und FDP abzulösen und mit absoluter Mehrheit zu regieren. Dazu trat sie mit dem Slogan Freiheit statt Sozialismus an, um sich von der sozialliberalen Koalition abzugrenzen. Als Antwort darauf entwickelte die SPD das Modell Deutschland.

## Entstehungsgeschichte
Der Titel des Wahlprogramms stieß im SPD-Parteivorstand zunächst auf Kritik. Es wurde befürchtet, dass das Programm als überheblich aufgefasst werden könnte. Zudem führten Kritiker an, dass nicht alles an Deutschland Modellcharakter habe. Bundeskanzler Helmut Schmidt, dessen Handschrift das Programm letztendlich trug, relativierte die Kritik auf dem Dortmunder Parteitag und betonte die Erfolge der sozialliberalen Koalition.
Mit dem Modell Deutschland vollzog sich in der Programmatik der SPD ein Wechsel vom Reformeifer der frühen 70er-Jahre. Das Programm für die Bundestagswahl 1976 verstand sich als ein Mittelweg „zwischen schrankenlosem Kapitalismus einerseits und diktatorischem Kommunismus andererseits“.

## Inhalt
Das Wahlprogramm beinhaltete einerseits einen Rückblick auf die Regierungsbilanz der sozialliberalen Koalition, andererseits einen Ausblick auf die Aufgaben in der kommenden Legislaturperiode. Folgende Ziele fanden sich u. a. im Wahlprogramm wieder:
- Verbesserungen im Gesundheitssystem
- mehr Mitbestimmung von Arbeitnehmern in den Unternehmen
- vorausschauende Industriepolitik
- Studienreformen, z. B. Abschaffung des Numerus clausus[2]

## Nachwirkungen
Nach der Bundestagswahl am 3. Oktober 1976 konnten SPD und FDP zwar weiterhin zusammen regieren, die SPD hatte im Vergleich zur Wahl 1972 jedoch 3,2 Prozentpunkte verloren. Die Unionsparteien mit ihrem Kanzlerkandidaten Helmut Kohl verfehlten die angestrebte absolute Mehrheit um 6 Sitze. Bis zum Wahltag gab es ein Kopf-an-Kopf-Rennen zwischen CDU/CSU und der sozialliberalen Koalition; das Modell Deutschland schien der SPD keinen nennenswerten Stimmenzuwachs zu bringen.